# 沃尔菲斯
沃尔菲斯（德語：Wölfis，發音：[ˈvœlfɪs]）是德国图林根州哥达县曾经的一个市镇，面积29.22平方千米，2017年12月31日人口为1,454人。2019年1月1日，沃尔菲斯与另外2个市镇并入市镇奥尔德鲁夫。